# بطولة أوروبا لكرة الطائرة للرجال 1963
بطولة أوروبا لكرة الطائرة للرجال 1963 هو الموسم 6 من  بطولة أمم أوروبا للكرة الطائرة للرجال. أقيم خلال الفترة 21 أكتوبر 1963 وحتى 2 نوفمبر 1963، وأشرف على تنظيمه الاتحاد الأوروبي للكرة الطائرة، وكان عدد الأندية المشاركة فيه  17، وفاز فيه منتخب رومانيا الوطني لكرة الطائرة للرجال.